# تود فوستر
تود فوستر (بالإنجليزية: Todd Foster) (مواليد 1967) هو ملاكم أمريكي، مثّل بلاده في الألعاب الأولمبية الصيفية 1988.

## روابط خارجية
تود فوستر على موقع بوكس ريك (الإنجليزية) (registration required)
- تود فوستر على موقع أوليمبيديا (الإنجليزية)